# نيزك الدهماني
نيزك الدهماني (بالفرنسية: Météorite Dahmani) هو نيزك سقط في 1981 قرب مدينة الدهماني من ولاية الكاف في تونس. 

السقوط شوهد من قبل عدة سكان الجهة. تم جمع بقايا النيزك من قبل قوات الجيش التي أتت للمكان وتم نقلها للمركز الجيولوجي في تونس العاصمة. 

تم تلقى عدة عينات وتصنيفها من قبل مختبر علم المعادن والبلورات التابع للمركز الوطني الفرنسي للبحث العلمي في باريس، ومختبر المعادن في المتحف الوطني للتاريخ الطبيعي في باريس وكذلك الجمعية النيزكية الأمريكية.

## مقالات ذات صلة
- حجر نيزكي.